# Confini dell'Italia

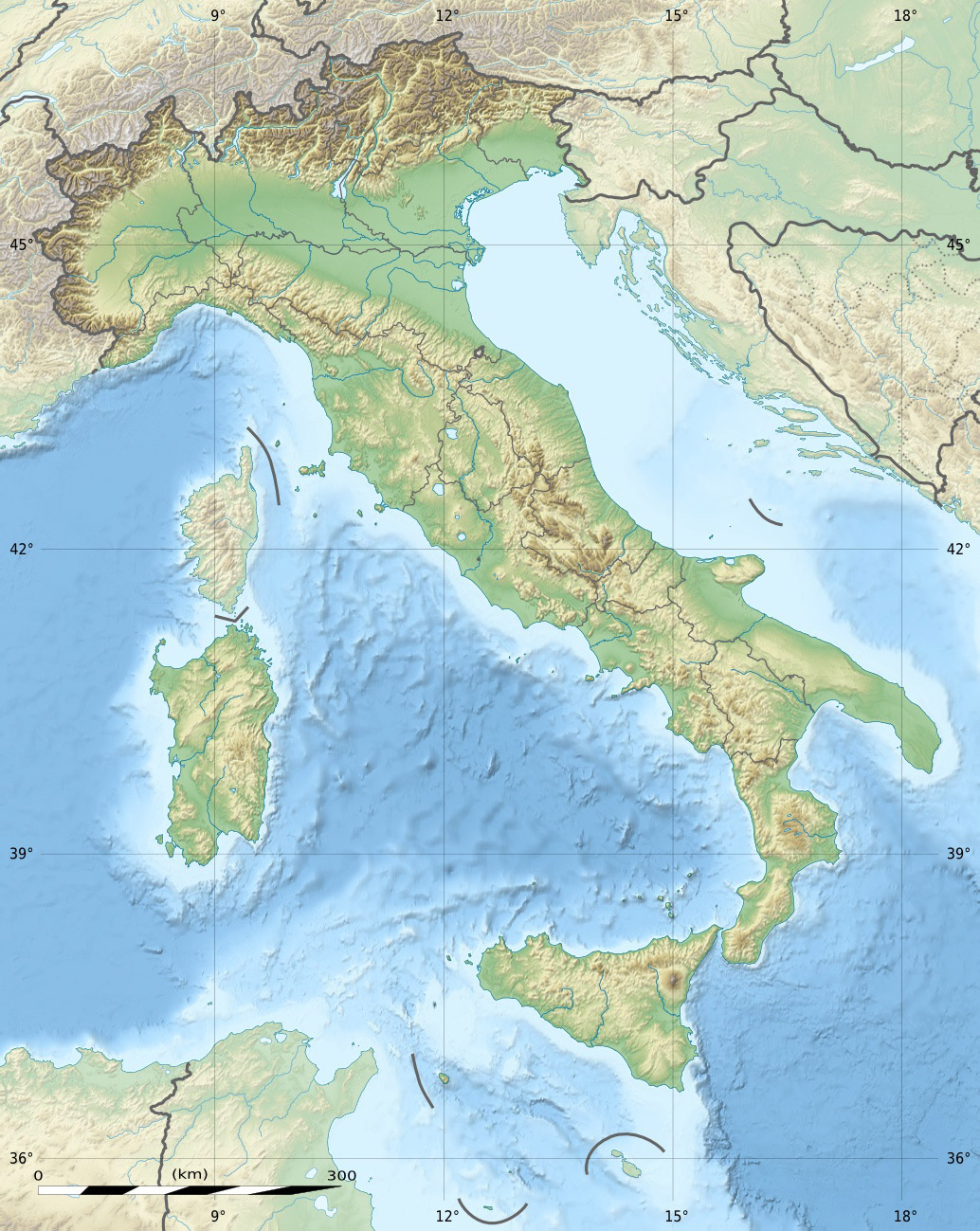
Mappa fisica dell'Italia con le linee di confine di stato

I confini d'Italia corrono a nord del paese e in piccola parte al suo interno per 1 932,20 km. Quelli interni ricavano dal territorio italiano le enclavi di San Marino e Città del Vaticano. Le altre frontiere internazionali lo separano da Francia, Svizzera, Austria, Slovenia, si sviluppano lungo la catena alpina e, in territorio svizzero, ritagliano all'Italia la piccola exclave di Campione. Vi sono poi dei confini marittimi con la Spagna e con la Grecia, stabili rispettivamente da una convenzione italo-spagnola nel 1974 e da due accordi di delimitazione del confine marittimo italo-ellenico nel 1977 e nel 2020.

## Frontiere
L'Italia è interessata da sei frontiere:
| Paese confinante   | lunghezza (km) | Regioni italiane interessate                            |
| ------------------ | -------------- | ------------------------------------------------------- |
| Austria            | 430            | Friuli-Venezia Giulia, Trentino-Alto Adige, Veneto      |
| Città del Vaticano | 3,2            | Lazio                                                   |
| Francia            | 488            | Liguria, Piemonte, Valle d'Aosta                        |
| San Marino         | 39             | Emilia-Romagna, Marche                                  |
| Slovenia           | 232            | Friuli-Venezia Giulia                                   |
| Svizzera           | 740            | Lombardia, Piemonte, Trentino-Alto Adige, Valle d'Aosta |

## Triplici frontiere
L'Italia è interessata da tre triplici frontiere:
| triplice frontiera | nazioni coinvolte         | confini                                                   |
| ------------------ | ------------------------- | --------------------------------------------------------- |
| Monte Dolent       | Francia, Italia, Svizzera | Francia - Italia • Francia - Svizzera • Italia - Svizzera |
| Piz Lat            | Austria, Italia, Svizzera | Austria - Italia • Austria - Svizzera • Italia - Svizzera |
| Monte Forno        | Austria, Italia, Slovenia | Austria - Italia • Austria - Slovenia • Italia - Slovenia |